# Oppe Sundby-Snostrup Pastorat
Oppe Sundby-Snostrup Pastorat er et pastorat under Frederikssund Provsti bestående af sognene Oppe Sundby Sogn og Snostrup Sogn.
De to sogne indgik i et pastoratsmæssigt fællesskab fra november 1981, og pastoratet har to præster tilknyttet.
Oppe Sundby Sogn er befolkningsmæssigt det store sogn i pastoratsfællesskabet, hvorfor civilregistrering for sognene foregår fra sognehuset i Oppe Sundby, der blev taget i brug i 1995. Sognenes indbyrdes størrelse kan dog på sigt godt gå hen og blive forskudt væsentligt alt som byudviklingen af Vinge skrider frem. Hvert af sognene har deres eget menighedsråd. Fællesmøder de to menighedsråd imellem afholdes efter behov.
Da de to præster er bosiddende i hvert af sognene, er der ingen af sognene, der kan betegnes som annekssogn i forhold til det andet.